# 戈特鎮 (喬治亞州)
戈特鎮（英語：Goat Town）是位於美國喬治亞州華盛頓縣的一個非建制地區。該地的面積和人口皆未知。

## 地理
戈特鎮的座標為33°01′08″N 82°58′52″W / 33.01889°N 82.98111°W，而該地的平均海拔高度為82米（即269英尺）。